# Ruta comercial

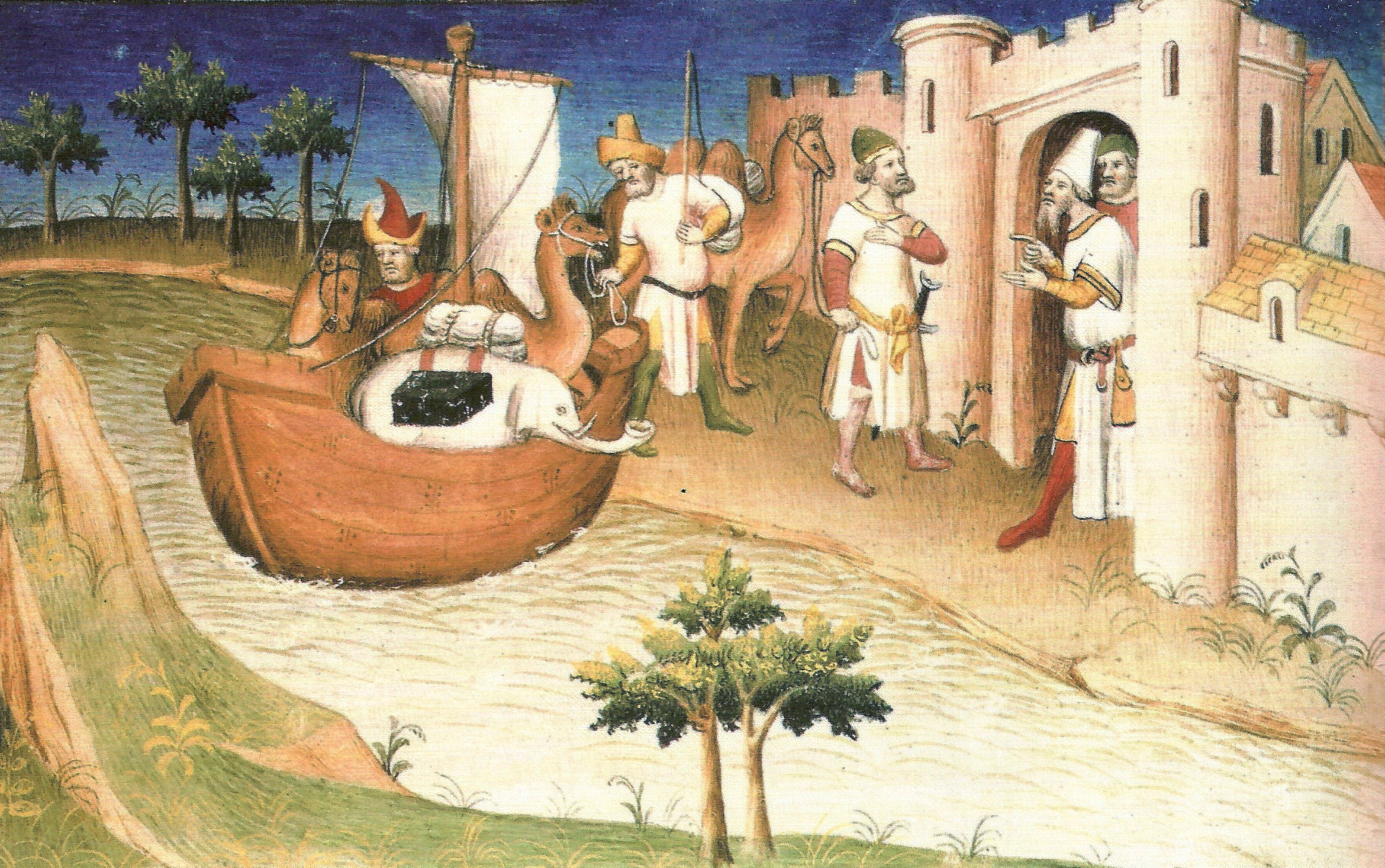
Marco Polo arribando a un puerto en China

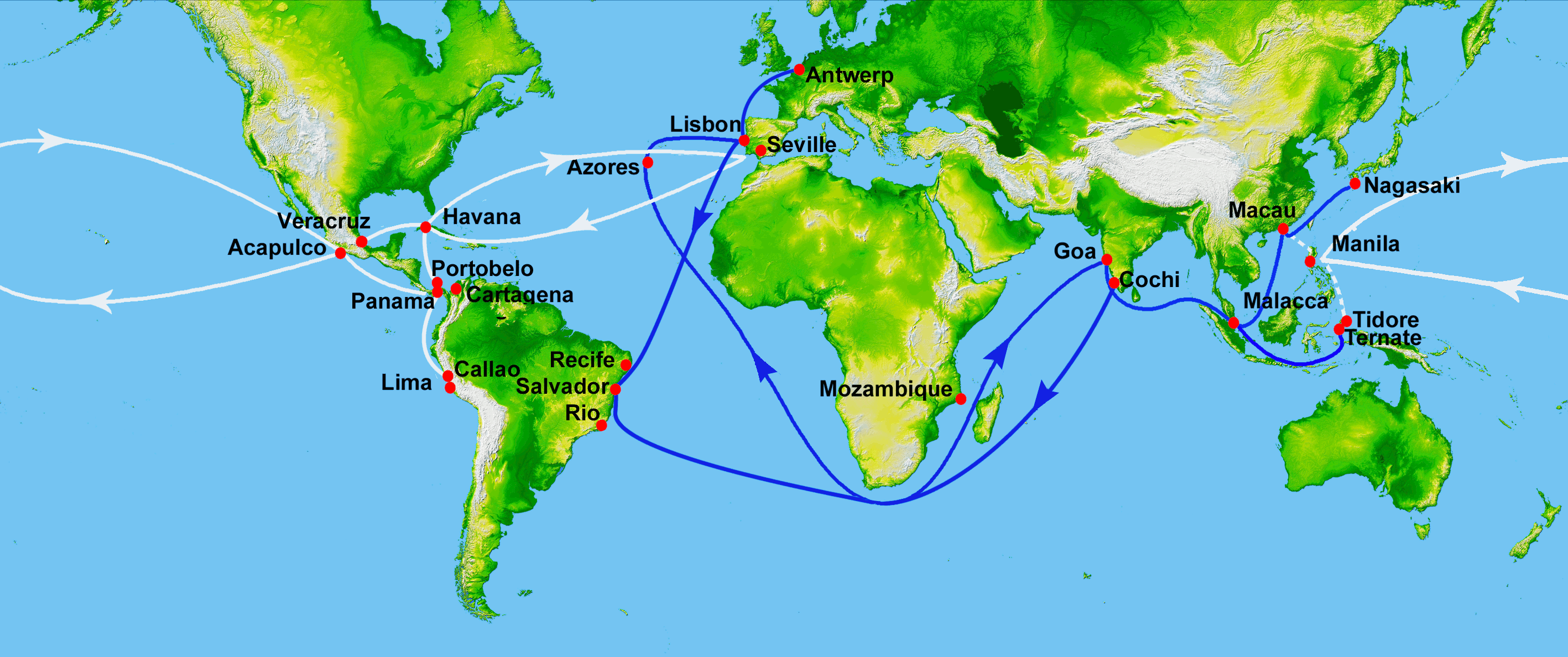
Las rutas comerciales del Imperio español (blanco) y portugués (azul)

Las rutas comerciales son los enlaces geográficos entre centros de producción de mercancías y los mercados de consumo.  
Las rutas internacionales, su exploración y explotación, son las verdaderas causas de los grandes descubrimientos y viajes de la historia, desde Zhang Qian, Erik el Rojo, Leif Eriksson, Zhang He y Marco Polo, pasando por viajeros como Vasco de Gama y Cristóbal Colón, entre otros. Han sido también grandes impulsos para la ciencia y la tecnología de la navegación y el transporte terrestre y aéreo. Gracias a las necesidades de nuevas rutas comerciales, se crearon objetos como las brújulas, los sextantes y los relojes, así como la cartografía.[cita requerida]

## Rutas históricas
Se refieren principalmente a las rutas históricas, entre las que sobresalen:
- Ruta del Incienso: Era una antigua ruta comercial que conectaba el mundo mediterráneo con Asia, tanto por mar como por tierra a lo largo de Egipto, el Mar Rojo, hasta la India.[5]
- Ruta de la Seda que se originaba en China y partía hacia el mundo islámico y de ahí hacia Europa. El tránsito por lugares desérticos daba lugar a los típicos caminos para caravanas de camellos y caballos.
- Comercio transahariano: Fue una red de rutas comerciales que conectaba el África subsahariana con el norte de África a través del desierto del Sahara.
- Ruta de las especias: Esta ligaba, primero por tierra y luego por mar, y por los centros de producción de especias en China, India y Oceanía con Europa.
- Ruta del Cabo, comúnmente conocida como Ruta marítima a la India. Fue descubierta en 1498 por Vasco da Gama, quien encabezó la expedición para encontrar una ruta marítima a la India.[6] La ruta se extiende desde Portugal hasta la costa asiática del Océano Índico.[7]
- Comercio triangular: Esta conectaba tres regiones: Europa, África y América.[8] Esta ruta comercial se caracterizó en el transporte de africanos esclavizados,[9] algodón y otras materias primas, y textiles y otros productos manufacturados.

- Nao de China o también llamado Galeón de Manila. Esta conectaba a los dominios españoles en América y Asia con Europa. En algún momento de la historia, los productos y mercancías se producían típicamente en Filipinas y luego se transportaban a Acapulco en México por barco, donde adicionados con productos locales, se trasladaban por tierra al puerto de Veracruz. Posteriormente se enviaban a La Habana o y de ahí a España.
- Ruta de Brouwer: Fue descubierta por el explorador neerlandés Hendrik Brouwer en 1611[10] y redujo a la mitad del tiempo de navegación desde Europa hasta el Sudeste Asiático. La ruta enlazaba Ámsterdam, Ciudad del Cabo, Batavia y Galle.